# Wapen van Haarlemmerliede en Spaarnwoude
Het wapen van Haarlemmerliede en Spaarnwoude werd twee keer aan de Noord-Hollandse gemeente Haarlemmerliede en Spaarnwoude toegekend. De gemeente ontstond in 1857 uit de gemeenten Haarlemmerliede en Spaarnwoude en kreeg een jaar later haar eigen wapen. In 1863 kwamen de gemeenten Houtrijk en Polanen en Zuidschalkwijk bij de gemeente. Omdat de laatste twee geen eigen wapens voerden werd het wapen van de reeds bestaande gemeente Haarlemmerliede en Spaarnwoude niet aangepast. In 1986 werd het eerste wapen per Koninklijk Besluit door de Hoge Raad van Adel vervangen. Het tweede wapen is per 1 januari 2019 niet langer in gebruik vanwege de fusie met Haarlemmermeer.

## Blazoeneringen
Het wapen van Haarlemmerliede en Spaarnwoude werd een maal vervangen, waardoor er twee blazoeneringen van het wapen zijn.

### Eerste wapen
De blazoenering van het eerste wapen van Haarlemmerliede en Spaarnwoude dat op 12 maart 1858 toegekend werd luidde als volgt, het wapen is gelijk aan de wapens van Haarlemmerliede (officieus) en Spaarnwoude:
Van lazuur beladen met eenen klimmenden leeuw van goud.
Het wapen is uitgevoerd in de rijkskleuren: een blauw schild met daarop een geheel gouden voorstelling. De voorstelling is in dit geval een leeuw staande op zijn achterpoten en de voorpoten naar voren en iets naar boven uitgestoken.

### Tweede wapen
De blazoenering van het wapen van Haarlemmerliede en Spaarnwoude, dat op 10 april 1986 per Koninklijk Besluit toegekend werd, luidt als volgt:
In azuur, bezaaid met blokjes van zilver, een leeuw van zilver, getongd en genageld van keel. Het schild gedekt met een gouden kroon van 3 bladeren en 2 parels.
Ook dit schild is blauw van kleur, maar de leeuw is nu van zilver en heeft rode nagels en een rode tong. Om de leeuw heen zilveren blokjes. Hiermee is het wapen vergelijkbaar met onder andere het rijkswapen.

## Geschiedenis
Het oude wapen werd door de voormalige gemeentes Haarlemmerliede en door Spaarnwoude gebruikt. Volgens Sierksma is dit wapen ontleend aan de wapens van de graven van Holland. Het was gebaseerd op het wapen van de familie Van Spaarnwoude (ook geschreven als Van Spaernwoude). De familie was vanaf de 12e tot en met de 15e eeuw leenman in het gebied. Zij voerden echter het wapen dat als tweede wapen van de gemeente aangesteld werd. In 1985 werd het meer historisch correcte wapen door de gemeente aangevraagd, maar met een zogenaamde gravenkroon om de band met het graafschap Holland te benadrukken. Naast de kroon werd ook om twee zwanen als schildhouders gevraagd, de Hoge Raad van Adel heeft dat verzoek niet ingewilligd omdat er geen historisch bewijs was voor het gebruik van schildhouders.

## Vergelijkbare wapens

Het wapen van het Koninkrijk der Nederlanden
Het wapen van Friesland
Het wapen van West-Friesland
Het wapen van Echteld
Het wapen van het Graafschap Gelre